# Hildur Zetterberg-Bäckvall
Hildur Linnéa Zetterberg-Bäckvall, född 23 januari 1904 i Västerhaninge församling i Stockholm, död 1 oktober 1987 i Gustaf Vasa församling, var en svensk målare.
Hon var dotter till grosshandlaren Anders Eric Karlsson och Inga Larsson och gift första gången 1934 med fabrikören Verner Zetterberg och andra gången 1954–1965 med köpmannen Knut-Olov Bäckvall. Hon var i huvudsak autodidakt som konstnär men fick en viss handledning av Lucien Ducuing i Paris 1950 och av David Wallin 1950–1954 samt Acke Åslund 1954–1957 och självstudier under resor till Nederländerna, Frankrike, Spanien och Kanarieöarna. Separat ställde hon ut en rad landsortsstäder och hon medverkade i ett flertal samlingsutställningar. Hennes fasta punkt var Ateljé H-Zeta där hon fungerade som både utställare och försäljare av egna och andras verk inte minst Acke Åslund som var ateljéns dragplåster. Hennes konst består av stilleben, stadsmotiv och landskapsskildringar. 